# Water Tower Place
La Water Tower Place è un grattacielo situato a Chicago, Illinois, Stati Uniti.
Completato nel 1976, l'edificio si compone di 74 piani ed alto 261,88 metri, coprendo una superficie di 70 400 m².